# Chiesa di San Raffaele Arcangelo (Roma)
La chiesa di San Raffaele Arcangelo è un luogo di culto cattolico di Roma, situato nella zona urbanistica Trullo in via San Raffaele.

## Storia
Il nucleo originario dell'odierna borgata Trullo, già intitolata a Costanzo Ciano, venne edificato tra il 1939 e il 1940 su progetto di Roberto Nicolini e Giuseppe Nicolosi dall'Istituto Autonomo Case Popolari per accogliere gli italiani emigrati all'estero e rimpatriati su impulso del Ministero degli Affari Esteri. Nel 1939 la Pontificia opera per la preservazione della fede e la provvista di nuove chiese in Roma acquistò nella zona un terreno per la realizzazione di un complesso parrocchiale.
Dalla primavera del 1940 i missionari di San Carlo iniziarono la loro opera pastorale fra la popolazione e adattarono provvisoriamente a luogo di culto uno scantinato del III lotto. Il 17 agosto dell'anno successivo venne istituita dal cardinale vicario Francesco Marchetti Selvaggiani l'omonima vicecura, dipendente dalla parrocchia di Santa Maria del Rosario di Pompei alla Magliana, che venne affidata all'Ordine dei frati minori cappuccini; dal 25 aprile 1945 le celebrazioni si spostarono in un capannone situato in via del Trullo, successivamente adibito ad officina.
La vicecura divenne parrocchia con il decreto del cardinale vicario Clemente Micara "Quo uberius" del 1º febbraio 1953. Già nel 1945, con la visita del sostituto per gli Affari Generali della Segreteria di Stato Giovanni Battista Montini, era iniziata la costruzione di una chiesa propriamente detta, su progetto di Tullio Rossi; i lavori si protrassero fino al 1957 e la chiesa venne dedicata il 13 giugno dello stesso anno dall'arcivescovo vicegerente della diocesi di Roma Luigi Traglia; nei decenni successivi ai frati cappuccini subentrò il clero diocesano e, nel 2005, la Fraternità sacerdotale dei Figli della Croce.
La parrocchia ha ricevuto la visita di papa Paolo VI il 25 dicembre 1964, e di papa Giovanni Paolo II l'11 novembre 1979.

## Descrizione

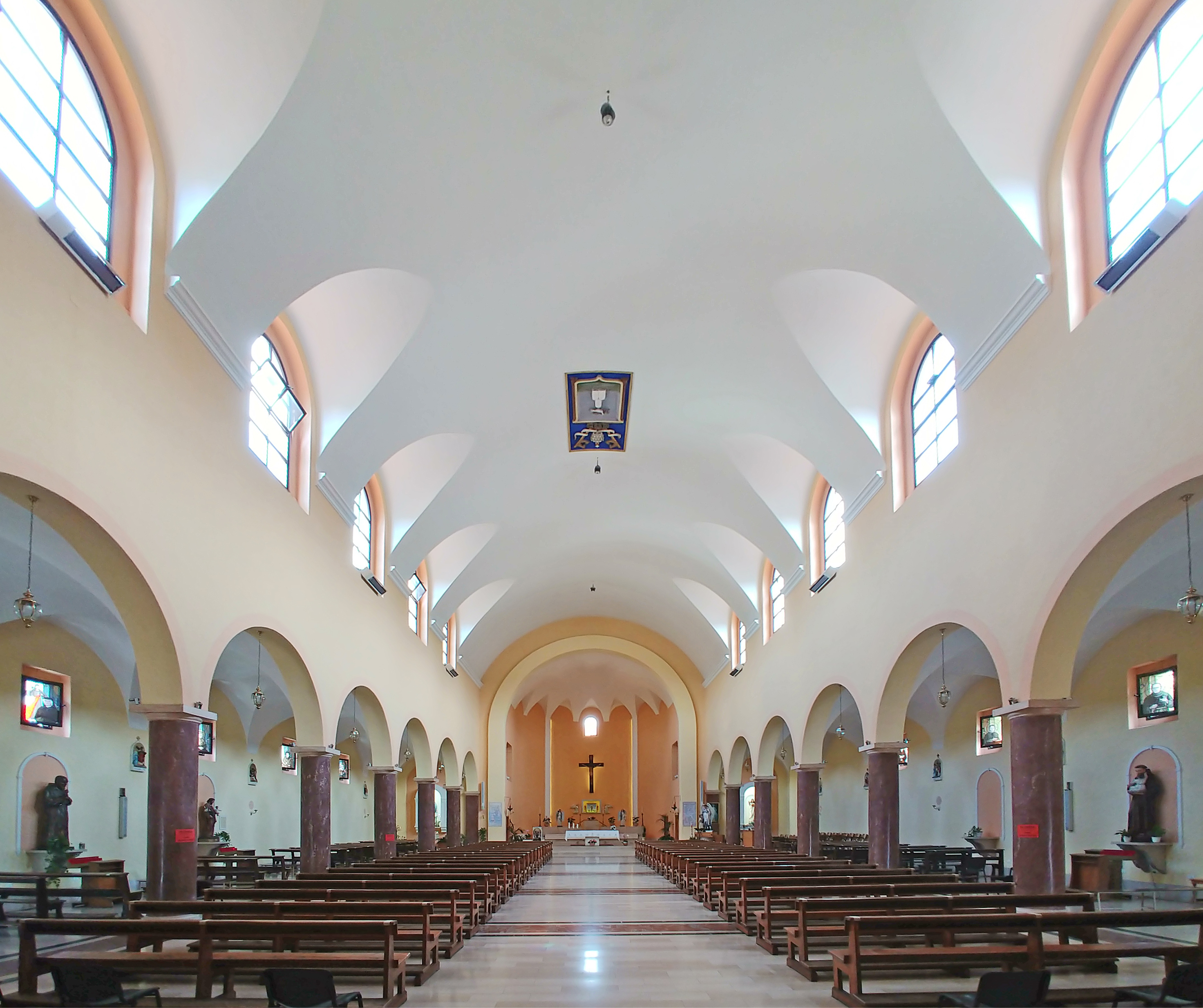
Interno

La chiesa fa da quinta scenografica fondale all'estremità settentrionale dell'asse viario principale del nucleo originario della borgata Trullo, costituito da via San Raffaele e viale Ventimiglia.
Il prospetto è preceduto da un'ampia scalinata; i tre portali danno sul portico di cinque campate su pilastri quadrangolari con rivestimento marmoreo, il quale è coperto con volta a crociera e si apre verso l'esterno con arcate a tutto sesto. Nella parte superiore della facciata, corrispondente alla navata centrale e con terminazione sommitale costituita da un doppio spiovente, vi sono tre nicchie poco profonde delle quali la centrale, più ampia rispetto alle laterali, reca una finestra rettangolare; più in alto, lo stemma di Pio XII a mosaico. In posizione arretrata, sulla sinistra, si eleva la torre campanaria.
Internamente, la chiesa presenta una pianta a tre navate separate da due file di archi a tutto sesto poggianti su robuste colonne doriche lisce in marmo rosso; mentre le navatelle sono coperte con volte a crociera, quella centrale ha una volta a botte lunettata (per la presenza delle grandi finestre arcuate che danno luce all'ambiente, lungo le pareti laterali) recante al centro un bassorilievo policromo con lo stemma di papa Pacelli. Il presbiterio, costituito da moderni arredi in travertino occupa interamente l'abside, con parete di fondo semicircolare, anch'essa coperta con volta lunettata.
A ridosso della parete di controfacciata, a pavimento a lato del portale maggiore, si trova l'organo a canne, costruito nel 1967 dalla ditta L'Organaria; esso originariamente si trovava su una delle due cantorie ai lati del presbiterio, per poi essere spostato in fondo alla navata di destra. Lo strumento è a trasmissione elettrica e dispone di 7 registri; la sua consolle ha un'unica tastiera e pedaliera.